# Zelfportret (Ingres)
Het Zelfportret uit 1864-1865 is een werk van Jean-Auguste-Dominique Ingres (1780-1867) dat hij maakte in opdracht van de Antwerpse Academie. Het bevindt zich momenteel in het Koninklijk Museum voor Schone Kunsten Antwerpen waar het inventarisnummer 1526 draagt.

## Context
De Franse kunstschilder Ingres was een begaafde schilder, tekenaar, etser en violist. Mogelijk is dat waarom kunstwetenschappers zijn schilderkunst beschreven als één met een muzikaal karakter vanwege de melodisch vloeiende lijnen en het zachte, harmonische coloriet. Diezelfde kunstwetenschappers beschouwen Ingres, na Jacques-Louis David, als het hoofd van de Franse classicistische school. Ingres schetste voornamelijk genrestukken, mythologische taferelen en portretten.
Voor zijn effectieve toetreding tot de Antwerpse Academie in 1857 was Ingres toegevoegd lid van het academische corps. Hij kon pas officieel toetreden na de dood van Paul Delaroche en moest daarvoor een kunstwerk en zelfportret leveren. Dat zou in het Museum van de Akademiekers komen te hangen, wat door de Antwerpse Academie in 1852 opgericht werd. De zieke, oude kunstenaar kon daar maar moeilijk aan voldoen. Op 3 juli 1865 schreef hij daarom een brief aan de Academie om zich te excuseren: "Je regrette d'avoir tant tardé à envoyer mon portrait à l'Académie d'Anvers, comme je l'avais promis. J'espère que l'Académie et vous, Monsieur le Président, voudrez bien m'excuser en égard à mon âge et à l'irrégularité de ma santé, qui ne m'ont pas permis de remplir plus tôt cet engagement".
Voor een genrestuk voelde hij zich te zwak, maar voor zijn portret haalde Ingres een laatste keer alles uit de kast. Hij baseerde zich hiervoor op twee zelfportretten uit 1858 en 1859. Beide portretten waren varianten op zijn Zelfportret. Alle drie de werken gaan terug op een foto die rond 1855 gemaakt werd. Alphonse Masson vervaardigde een ets naar de betreffende foto. Deze publiceerde het tijdschrift l’Artiste in de editie van 5 april 1857. Het was dit laatste Zelfportret dat de Antwerpse kunstenaar Nicaise De Keyser (1813-1887) als basis voor De kunstscholen van de 19de eeuw (1878; inv. 2138(II)/23) gebruikte.

## Beschrijving
Ingres was een beroemd Frans schilder. Toch stelde hij zich in dit Zelfportret niet zo voor. Hij beeldde zich af als een man van de wereld, de internationaal gevierde vertegenwoordiger van het artistieke establishment. Het is duidelijk dat hij zich bewust was van zijn waardigheid. Hij toont zijn twee belangrijke onderscheidingen. De eerste was de door de Toscaanse Groothertog verleende Orde van Verdiende van Sint-Jozef. Hij werd ook door Napoleon III benoemd in het Legioen van Eer. In 1862 werd hij bovendien geëerd met een Senaatszetel voor zijn vastberaden trouw aan het Keizerrijk.
Ingres beeldde zich zittend af tegen een neutrale achtergrond. Hij is piekfijn gekleed om uit te gaan, niets ontbreekt. Hij draagt een cape, handschoenen en houdt een hoge hoed in zijn hand. Opvallend is de bedrevenheid waarmee de schilder stoffen uitbeeldde. Het zwarte laken van de jas steekt af ten opzichte van de zijden boord, net zoals de harde neus van zijn vlezige gelaat met zwakke lijnen afsteekt van het fijne, sluike haar. Wat opvalt aan het portret is de zelftevreden, doordringende en licht spottende blik. De confrontatie tussen de schilder en het publiek is heel direct. Het illustreert bovendien ook de geest van de “burgermonarchie” uit Ingres' tijd.
Op het eerste zicht is het portret een zelfvoldane bevestiging van Ingres’ verworven status. Toch is het ook een uiting van zijn angst voor de dood en afgang. Het portret is daarbij Ingres’ ultieme poging het onvermijdelijke noodlot af te wenden. Hij schreef: “Ik denk veel aan mijn ouderdom: ze zal zich op mij wreken”.

## Referentielijst
1. 1 2  Jan Lea Broeckx in Musea van België. Koninklijk Museum voor Schone Kunsten te Antwerpen. Moderne meesters, 1958, nr. 2.
2. ↑  Dorine Cardyn-Oomen, in Van Delacroix tot Courbet, 2004, p. 54-55; Peter De Laet, in Vouwblad Educatieve Dienst Koninklijk Museum voor Schone Kunsten Antwerpen. Het zelfportret: spiegel van mens en kunst, p. 6; Topstukken, 2007; Dankbrief van Nicaise de Keyser, 14 juli 1865; Museumkrant, maart-juni 2007, jrg 14/ n° 53, p. 10.
3. ↑  Galleria degli Uffizi, Florence, inv. nr. 1948.
4. ↑  Coll. Fogg Art Mus., Harvard Univ. Art Museum, Cambridge, Mass.; pendant van het Portret van Delphine Ramsey, zijn tweede vrouw.
5. 1 2  Museumkrant, maart-juni 2007, jrg 14/ n° 53, p. 10; Dorine Cardyn-Oomen, in Van Delacroix tot Courbet, 2004, p. 54-55.
6. ↑  Dorine Cardyn-Oomen, in Van Delacroix tot Courbet, 2004, p. 54-55.
7. ↑  Siska Beele Blog Ingres in beeld en woord, 10.02.2015.
8. ↑  Museumkrant, maart-juni 2007, jrg 14/ n° 53, p. 10; Dorine Cardyn-Oomen, in Van Delacroix tot Courbet, 2004, p. 54-55; Jan Lea Broeckx in Musea van België. Koninklijk Museum voor Schone Kunsten te Antwerpen. Moderne meesters, 1958, nr. 2.
9. 1 2  Peter De Laet, in Vouwblad Educatieve Dienst Koninklijk Museum voor Schone Kunsten Antwerpen. Het zelfportret: spiegel van mens en kunst, p. 6.